# 宋安仁
宋安仁（1692年—1750年），榜名從母姓王，字覲懷，號南漪，江南蘇州府崑山縣籍，長洲縣人，清朝政治人物。

## 生平
宋安仁來自蘇州長洲宋氏家族。祖父宋振業，父宋敏行（字秉謙，1672-1692）為長洲庠生，母為康熙十五年（1676年）丙辰科進士崑山王緝植女（1674-1766）。
宋安仁為宋敏行次子，蘇州府庠生，雍正四年（1726年）任直隸景州知州，八年（1730年）復任，任內輕徭薄賦有政聲，九年（1731年）任甘肅臨洮府同知，升臨洮府知府，任內參與協理《甘肅通志》修纂，並為臨洮府文廟獻置祭器，乾隆三年（1738年）臨洮府移治蘭州並改稱蘭州府，改蘭州府知府，授中憲大夫，十五年（1750年）冬卒。

## 家庭
夫人為大理寺丞陸純錫女；側室楊氏。有四子：宋巨源、宋淇源、宋繼源（出嗣）及宋智源。還有四女：長女嫁贈翰林陸寬；次女嫁贈右玉縣知縣吳景曾；三女嫁歸德府知府吳江陳藻文；四女嫁贈杭嘉湖道陳基棟。